# Verpáník lékařský
Verpáník lékařský, též troudnatec lékařský či troudnatec modřínový, (Fomitopsis officinalis) je dřevokazná houba chorošovitého vzhledu z čeledi troudnatcovitých (Fomitopsidaceae). Je známa svým odvěkým užíváním v lidovém léčitelství. Například jako laxativum nebo náhrada mýdla.

## Výskyt
Verpáník lékařský se vyskytuje vzácně, a to na živém či mrtvém dřevě modřínů (Larix), ale i jiných druhů stromů např. (Pseudotsuga) a to zejména v horských oblastech. Rozšíření výskytu: Jižní a Západní Evropa, Severní Amerika, Uralsko-Sibiřská oblast a Asie. V menším rozsahu se vyskytuje v Maroku. Korpus houby roste pomalu, přibližně 70 let a může vážit až přes 10 kg.

## Použití
Verpáník lékařský byl především ve starověkém Řecku a Římě, užíván k lékařským účelům. Léčivý účinek byl zaznamenán již starověkým řeckým lékařem Pedaniem Dioscoridem, který žil přibližně kolem roku 50 našeho letopočtu a je autorem pětidílné bylinné lékárenské encyklopedie. Z této doby pochází i starověký název agarikon. Verpáník lékařský byl využíván jako antibakteriální, antivirový a imunitu podporující prostředek, hlavně na rozličné formy tuberkulózy. Je to jedna z nejdéle používaných léčivých hub mimo území Asie. V dnešní době je zkoumán účinek této houby proti maligním nádorům. Prodává se ve formě prášku nebo tablet, které jsou nahořklé chuti. Pro svou hořkost se verpáník lékařský používal jako náhrada chmele při výrobě piva ve Slovinsku.